# 中国・四国マルチメディア放送
中国・四国マルチメディア放送株式会社（ちゅうごくしこくマルチメディアほうそう）は、かつて存在した移動受信用地上基幹放送の認定基幹放送事業者である。

## 概要
地上アナログテレビ放送停波後のVHF-Low帯（90-108MHz）を利用するマルチメディア放送i-dioの認定基幹放送事業者である。
i-dioは6広域圏と北海道の7放送対象地域でのマルチメディア放送を企図したもので、中国・四国広域圏の番組編成を担当するものとして設立された。
主要株主は、i-dioの統括会社である株式会社ジャパンマルチメディア放送（旧称・BIC株式会社）、ジャパンエフエムネットワーク、広島エフエム。
2018年（平成30年）に広島局開局。広島県の一部で放送を開始した。
しかし2019年（令和元年）にi-dioは業績不振であることが、エフエム東京のTOKYO SMARTCASTに対する不正な株取引に端を発した粉飾決算により表面化し、中国・四国マルチメディア放送も赤字が累積。
エフエム東京はi-dioの事業継続を断念した。
詳細はエフエム東京#不正会計問題を参照
2020年（令和2年）に放送を終了、解散した。

## 事業収支
決算公告から抜粋。
| 年度       | 総資産  | 資本金 | 資本準備金 | 累積損失 | 当期純損失 | 出典           |
| ---------- | ------- | ------ | ---------- | -------- | ---------- | -------------- |
| 平成29年度 | 98,638  | 73,500 | 50,100     | 25,937   | 11,594     | 第9期決算公告  |
| 平成30年度 | 226,953 | 76,500 | 53,100     | 59,682   | 33,745     | 第10期決算公告 |
| 単位は千円 |         |        |            |          |            |                |

## 沿革
2009年（平成21年）
- 10月7日 - 中国・四国マルチメディア放送株式会社設立[3]

2018年（平成30年）
- 6月22日 - 移動受信用地上基幹放送の業務認定を取得[4]
  - 同日に基幹放送局提供事業者VIPが広島局の免許取得
- 6月26日 - 広島局開局[5]

2019年（令和元年）
- 12月25日 - ジャパンマルチメディア放送および他の認定基幹放送事業者5社と共に2020年3月31日をもってi-dioを終了と発表[6]

2020年（令和2年）
- 3月31日 - 正午に放送終了[7]、移動受信用地上基幹放送の業務認定も廃止[8]
  - 広島局廃局[9]
- 6月26日 - 株主総会で解散を決議[10]
- 10月19日 - 清算結了により登記閉鎖[11]、法人格消滅